# Semiothisa fitzgeraldi
Semiothisa fitzgeraldi är en fjärilsart som beskrevs av Robert H. Carcasson 1964. Semiothisa fitzgeraldi ingår i släktet Semiothisa och familjen mätare. Inga underarter finns listade i Catalogue of Life.